# Simon Webbe
Simon Solomon Webbe (né le 30 mars 1979 à Moss Side, Manchester) est un chanteur, producteur et manager anglais, membre du boys band Blue.